# Bosc de Bosoms
El bosc de Bosoms, també escrit, erròniament, Bossoms ja que no és la forma ortogràfica que correspondria a la transcripció fonètica ([bu'zoms] o [bo'zoms], segons la variant dialectal), o Bussons, és una pineda del poble de Sisquer, al municipi de Guixers, a la Vall de Lord (Solsonès) situada al vessant obac de la Serra dels Bastets, al sud del torrent de la Solana.

## Etimologia
Bosoms prové de l'aglutinació de bons homes, apel·latiu que s'aplicava als càtars arribats a Catalunya a l'edat mitjana. La essa del mig de la paraula sempre ha estat sonora ([z]). Per tant, qualsevol transcripció que no respecti aquesta sonoritat esdevé incorrecta.